# Brits kampioenschap superbike

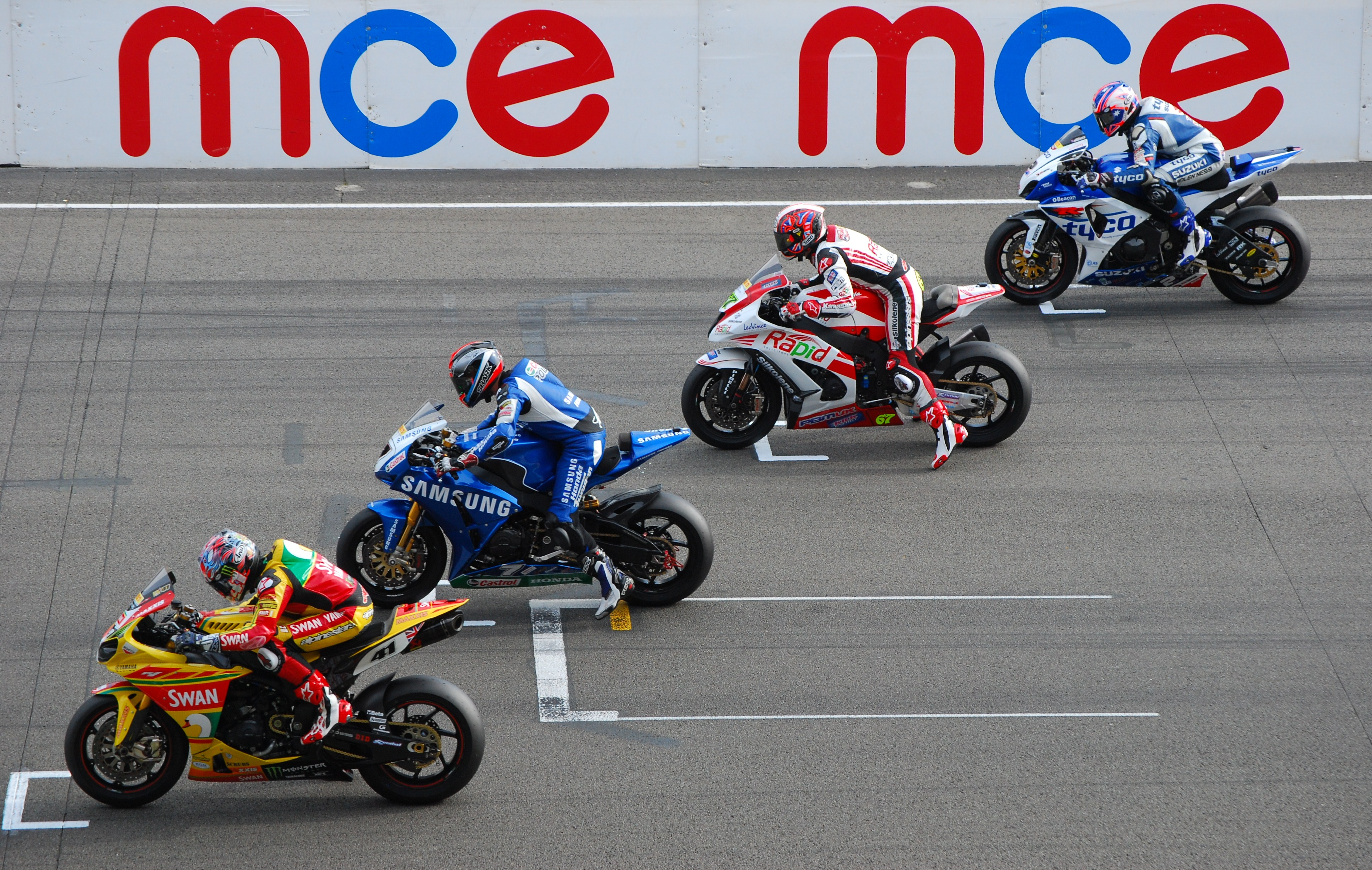
Start van de BSB op Assen 2012

Het Brits kampioenschap superbike (Eng. British Superbike Championship; afk. BSB; Officieel MCE Insurance British Superbike Championship) is de belangrijkste motorsportklasse in het Verenigd Koninkrijk. In de BSB nemen de belangrijkste motorfietsfabrikanten, zoals Ducati, Honda, Yamaha en Suzuki, waarvan een aantal als fabrieksteam, deel. Het kampioenschap ontstond in 1988 en werd geracet in een parallelle 750 cc/Formule TT-klasse en later met Superbikes. De BSB geldt als springplank voor het wereldkampioenschap superbike. Opmerkelijk in de BSB is de restrictie van electronische hulpmiddelen zoals traction, wheelie en launchcontrol. Dit in combinatie met de uitdagende Britse circuits levert veel spektakel op. In 2012 werd voor het eerst een race op het TT Circuit Assen verreden.

## Kampioenen
| Seizoen | Serie          | coureur          | Motor                | Team                      |
| ------- | -------------- | ---------------- | -------------------- | ------------------------- |
| 1988    | 750 cc / TT F1 | Darren Dixon     | Suzuki RG500         | Padgetts Racing           |
| 1989    | 750 cc / TT F1 | Steve Spray      | Norton RCW 588       | JPS Norton Racing         |
| 1989    | Superbike      | Brian Morrison   | Honda VFR750R RC30   | Honda UK Murray Intl      |
| 1990    | 750 cc / TT F1 | Terry Rymer      | Yamaha FZR750R 0W01  | Team Loctite              |
| 1990    | Superbike      | Trevor Nation    | Norton RCW 588       | JPS Norton Racing         |
| 1991    | 750 cc / TT F1 | Rob McElnea      | Yamaha FZR750R 0W01  | Team Loctite              |
| 1991    | Superbike      | James Whitham    | Suzuki GSX-R         | Castrol Suzuki Team Grant |
| 1992    | 750 cc / TT F1 | John Reynolds    | Kawasaki ZXR750      | Team Green                |
| 1992    | Superbike      | John Reynolds    | Kawasaki ZXR750      | Team Green                |
| 1993    | Superbike      | James Whitham    | Yamaha YZF750        | Fast Orange               |
| 1994    | Superbike      | Ian Simpson      | Norton RCW 588       | Team Crighton             |
| 1995    | Superbike      | Steve Hislop     | Ducati 916/955       | Devimead                  |
| 1996    | Superbike      | Niall Mackenzie  | Yamaha YZF750        | Cadbury's Boost           |
| 1997    | Superbike      | Niall Mackenzie  | Yamaha YZF750        | Cadbury's Boost           |
| 1998    | Superbike      | Niall Mackenzie  | Yamaha YZF750        | Cadbury's Boost           |
| 1999    | Superbike      | Troy Bayliss     | Ducati 996           | INS GSE                   |
| 2000    | Superbike      | Neil Hodgson     | Ducati 996           | INS GSE                   |
| 2001    | Superbike      | John Reynolds    | Ducati 996 RS        | Reve Red Bull             |
| 2002    | Superbike      | Steve Hislop     | Ducati 998 RS        | Paul Bird Monstermob      |
| 2003    | Superbike      | Shane Byrne      | Ducati 998 F02       | Paul Bird Monstermob      |
| 2004    | Superbike      | John Reynolds    | Suzuki GSX-R1000     | Crescent Q8 Rizla         |
| 2005    | Superbike      | Gregorio Lavilla | Ducati 999 F04       | Airwaves GSE              |
| 2006    | Superbike      | Ryuichi Kiyonari | Honda CBR1000RR      | HM Plant HRC              |
| 2007    | Superbike      | Ryuichi Kiyonari | Honda CBR1000RR      | HM Plant HRC              |
| 2008    | Superbike      | Shane Byrne      | Ducati 1098          | Airwaves GSE              |
| 2009    | Superbike      | Leon Camier      | Yamaha YZF-R1        | Airwaves GSE              |
| 2010    | Superbike      | Ryuichi Kiyonari | Honda CBR1000RR      | HM Plant HRC              |
| 2011    | Superbike      | Tommy Hill       | Yamaha YZF-R1        | Swan Yamaha               |
| 2012    | Superbike      | Shane Byrne      | Kawasaki ZX-10R      | Rapid Solicitors Kawasaki |
| 2013    | Superbike      | Alex Lowes       | Honda CBR1000RR      | Samsung Honda             |
| 2014    | Superbike      | Shane Byrne      | Kawasaki ZX-10R      | Rapid Solicitors Kawasaki |
| 2015    | Superbike      | Josh Brookes     | Yamaha YZF-R1        | Milwaukee Yamaha          |
| 2016    | Superbike      | Shane Byrne      | Ducati 1199 Panigale | Be Wiser Ducati           |
| 2017    | Superbike      | Shane Byrne      | Ducati 1199 Panigale | Be Wiser Ducati           |
| 2018    | Superbike      | Leon Haslam      | Kawasaki ZX-10R      | JG Speedfit Kawasaki      |
| 2019    | Superbike      | Scott Redding    | Ducati Panigale V4   | Be Wiser Ducati           |
| 2020    | Superbike      | Josh Brookes     | Ducati Panigale V4   | VisionTrack Ducati        |
| 2021    | Superbike      | Tarran Mackenzie | Yamaha YZF-R1        | McAMS Yamaha              |
| 2022    | Superbike      | Bradley Ray      | Yamaha YZF-R1        | Rich Energy OMG Racing    |
| 2023    | Superbike      | Tommy Bridewell  | Ducati Panigale V4   | BeerMonster Ducati        |
| 2024    | Superbike      | Kyle Ryde        | Yamaha YZF-R1        | OMG Racing Yamaha         |